# André Ehrenberg
André Ehrenberg, né le 2 janvier 1972 à Brunswick, est un céiste allemand pratiquant le slalom.

## Palmarès

### Jeux olympiques
- Médaille de bronze aux Jeux olympiques de 1996 à Atlanta en C2[1].